# Juana Carolina Londoño
Juana Carolina Londoño Jaramillo (Supía, Caldas, 20 de julio de 1977) es una abogada y política colombiana, miembro desde 2022 de la Cámara de Representantes del Congreso de la República de Colombia, elegida por el departamento de Caldas. 

## Biografía
Juana Carolina Londoño nace el 20 de julio de 1977 en el municipio colombiano de Supía, parte del departamento de Caldas. Proveniente de una familia con raíces políticas, habiendo sido su tía Carmenza Jaramillo embajadora en India, China, Portugal, Hungría, Bosnia y Herzegovina, Macedonia del Norte, Montenegro y Serbia. Otra de sus tías, Ana Cristina Jaramillo, fue alcaldesa de su localidad natal, Supía, lo que algunos medios apuntaron como un apoyo notable para conseguir puestos y a su vez, motivo por el que no se presentó a revalidar el cargo en las legislativas de 2014.
Londoño estudió abogacía en la Universidad de Caldas. Completó estudios de especialización en derecho comercial y legislación financiera en la misma universidad, así como una especialización en gestión de entidades territoriales en la Universidad Externado de Colombia.

### Trayectoria política
Juana Carolina Londoño inició su carrera política como concejal de Manizales en 2008, participando en la Comisión de Asuntos Económicos. En 2009, fue elegida como Representante a la Cámara por Caldas, integrando la Comisión Sexta Constitucional, donde se enfocó en temas relacionados con educación y convivencia escolar.
Entre 2014 y 2018, asumió la presidencia de Fiducoldex (Fiduciaria Colombiana de Comercio Exterior, S.A.), una entidad adscrita al Ministerio de Comercio, Industria y Turismo.
En 2022, fue nuevamente elegida como Representante a la Cámara por Caldas, obteniendo 17 672 votos. En este periodo legislativo ha sido presidenta de la Comisión Segunda Constitucional o de relaciones internacionales, presidenta de la Comisión Legal de Ética, integrante del Parlamento Andino e integrante de la Comisión Asesora de Relaciones Internacionales.
En 2023 se enfrentó a un posible nulidad de su elección como miembro de la Cámara por doble militancia en la modalidad de apoyo, lo cual fue negado. El 7 de febrero de 2024, la Corte Suprema de Justicia se inhibió de abrir el caso tras no concretarse la denuncia ni encontrarse hechos sustentables en la investigación previa.